# 7708 Феннімор
7708 Феннімор (7708 Fennimore) — астероїд головного поясу, відкритий 11 квітня 1994 року.
Тіссеранів параметр щодо Юпітера — 3,512.